# 22685 Dominguez
22685 Dominguez è un asteroide della fascia principale. Scoperto nel 1998, presenta un'orbita caratterizzata da un semiasse maggiore pari a 2,7901628 UA e da un'eccentricità di 0,0619077, inclinata di 3,05199° rispetto all'eclittica.